# Königlich polnische Oper

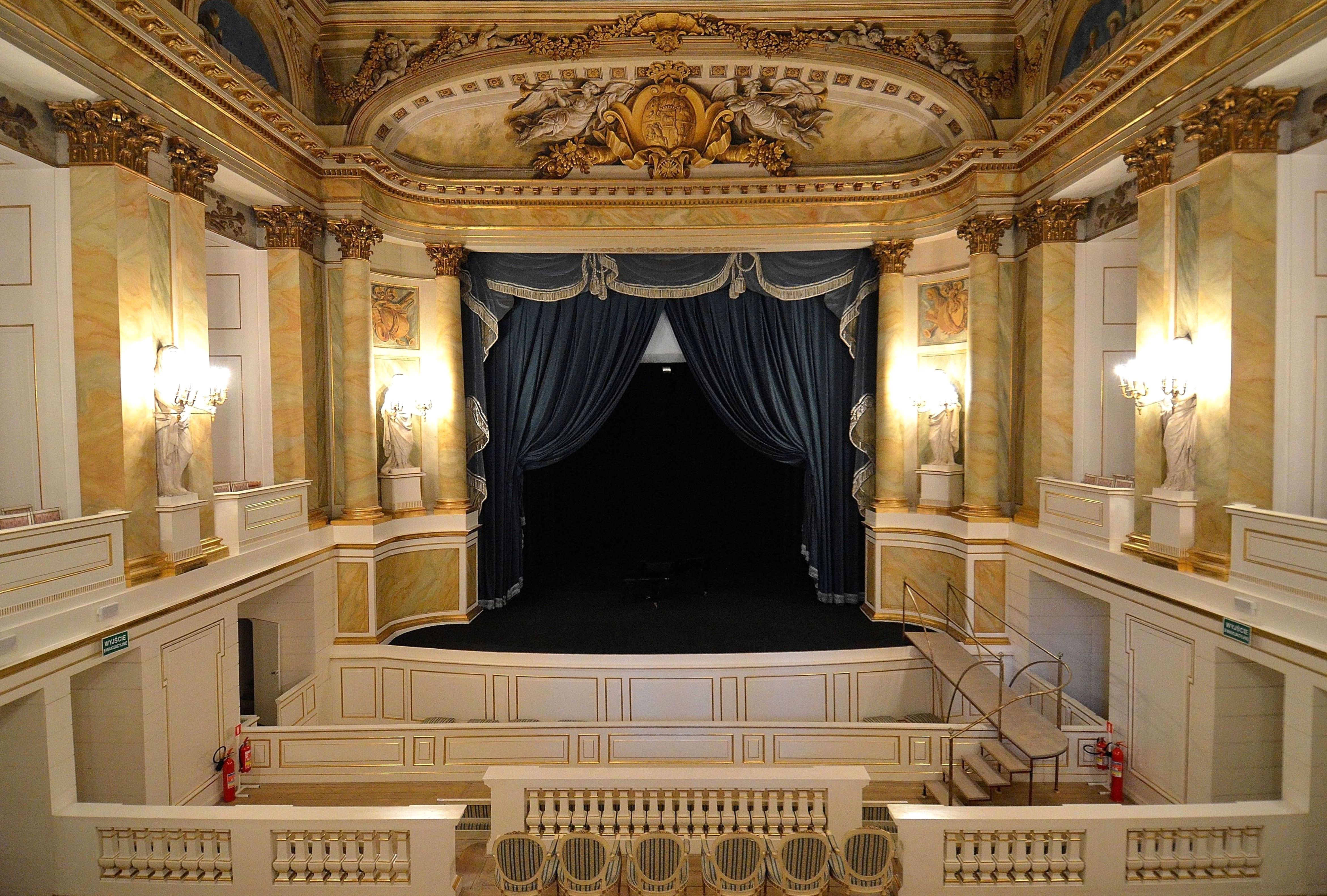
Bühne

Die Königlich polnische Oper (polnisch: Polska Opera Królewska) im Warschauer Łazienki-Park ist ein frühklassizistisches Theater, das sich in der Alten Orangerie befindet. Es geht auf das Stanislaus-Theater aus dem 18. Jahrhundert zurück, das hier von dem letzten polnisch-litauischen König Stanislaus II. August Poniatowski eingerichtet wurde.

## Geschichte
Das Gebäude der Alten Orangerie wurde in den 1780er Jahren von Dominik Merlini errichtet. In der Orangerie richtete er ein klassizistisches Theater für 200 Zuschauer in neun Logen ein. Die Bühne wird vom königlichen Wappen sowie von Medaillons von Sophokles, Shakespeare, Moliere und Racine geschmückt. Die Fresken malte Johann Gottlieb Plersch. Die Einweihung fand am 6. September 1788 statt. Es wurde das Stück La partie de chasse d'Henri IV von Charles Collé gespielt. Wojciech Bogusławski leitete das Theater ab 1791. Von 1839 bis 1840 ließ Józef Rautenstrauch das Theater von Ludwika Kozubowskie restaurieren. Seit 1962 ist das Theater allgemein für die Öffentlichkeit zugänglich. Seit 2017 dient es der Königlichen polnischen Oper.